# Маляр

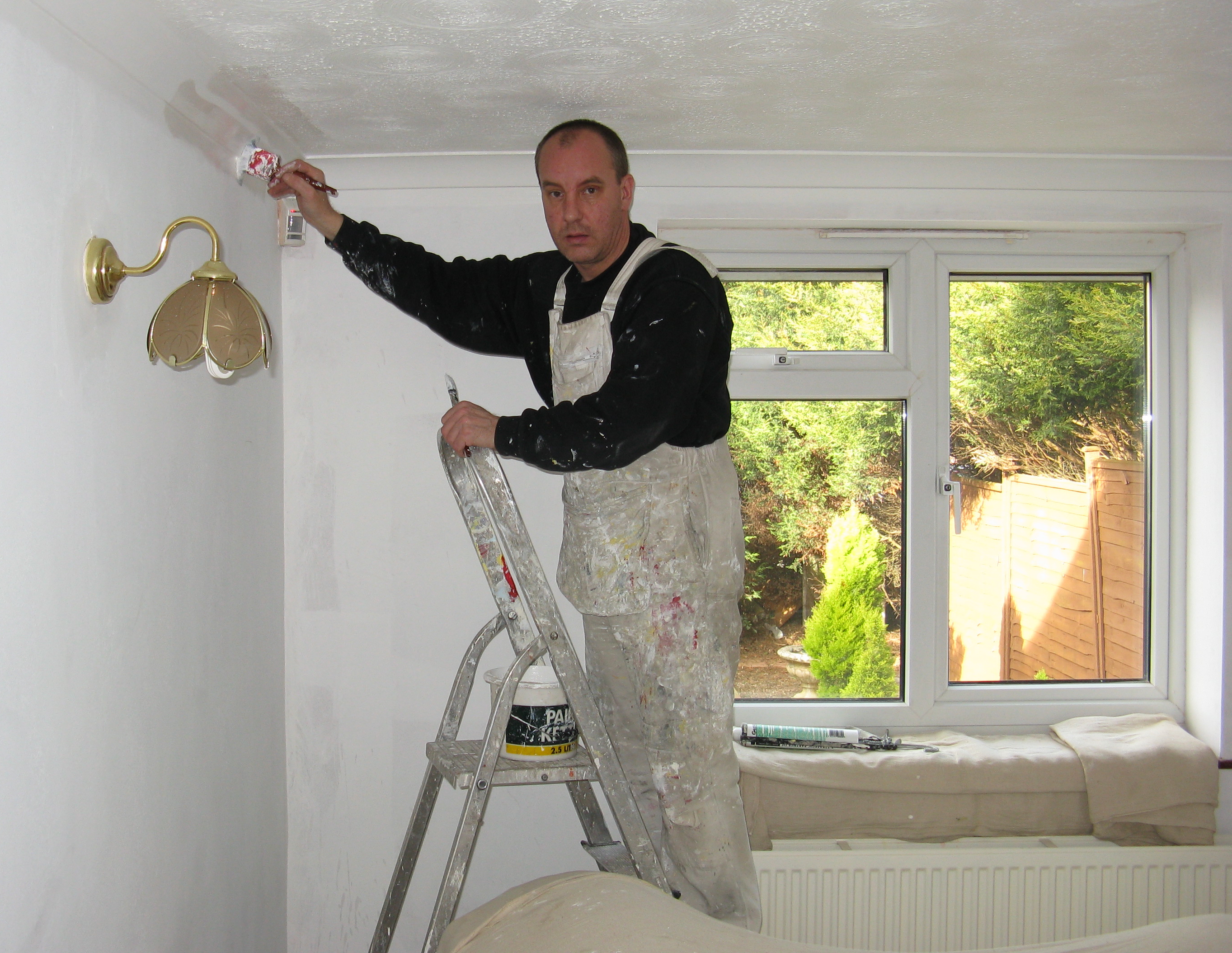
Маляр за работой на внутренней отделке помещений

Маля́р (нем. Maler — живописец) — рабочий, специалист, занимающийся окраской зданий, сооружений, оборудования, инструмента, транспорта и прочих предметов интерьера.

## История

### Происхождение слова
- латинский: macula — пятно, клякса.
- средневерхненемецкий язык: mal — пятно.
- готский: mela — писать.
- украинский: малювати.
- немецкий: malen — рисовать.
- белорусский: маляваць — рисовать

## Описание
Работает в строительных организациях, ремонтно-строительных и жилищно-коммунальных управлениях. Маляр окрашивает поверхности вручную или при помощи кистей, валиков, краскопультов (пистолетов) и других приспособлений, наклеивает обои, а также приёмами многоцветной окраски фасадов, зданий специальными синтетическими составами.

## Требования к индивидуальным качествам
Для успешной деятельности необходимы следующие психофизиологические качества: хороший эстетический вкус, глазомер, координация движения рук, творческое воображение, внимательность и аккуратность в работе, способность работать на высоте.

## Медицинские противопоказания
Работа противопоказана людям с заболеваниями: органов дыхания (хронический бронхит, хроническая пневмония и др.); сердечно-сосудистой системы (гипертония, сердечная недостаточность и др.); органов пищеварения (хронические заболевания печени и др.); опорно-двигательного аппарата (ограничивающие подвижность рук, ног); нервной системы (навязчивые состояния, обмороки и др.); кожи (дермиты, экзема и др.).

## Малярные работы

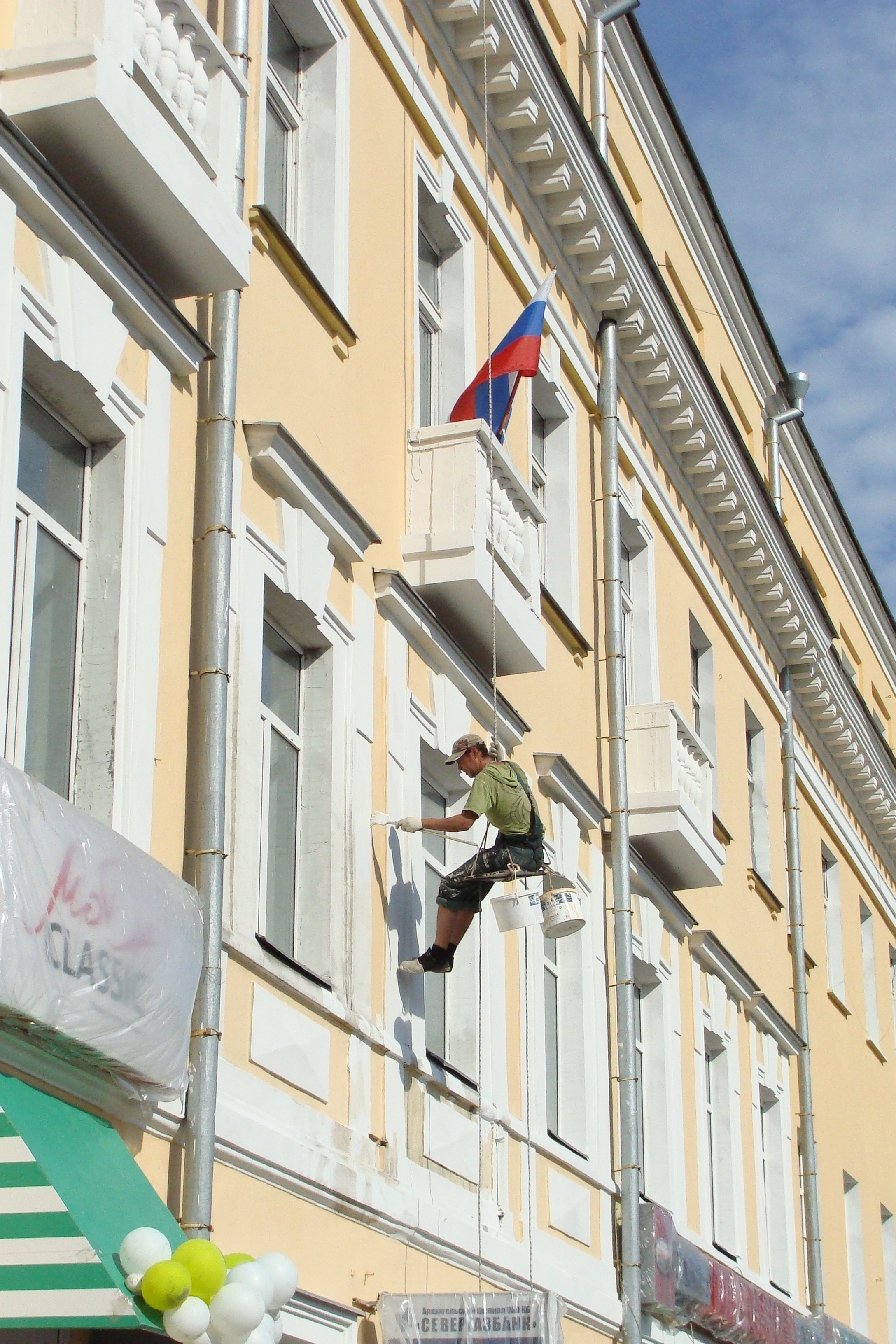
Малярные работы с использованием верёвочного доступа

Малярные работы — комплекс операций, выполняемых специалистом (маляром) с целью защиты, санитарно-гигиенической и эстетической обработки какой-либо поверхности (стены, пола, потолка, фасада, забора, металлоконструкции).
Малярные работы классифицируются по виду связующего (краски на минеральных связующих, клеевые краски, эмали на синтетических связующих, краски на олифах), по качеству получаемого покрытия, по условиям выполнения работ (внутренние, наружные), а также по типу окрашиваемых поверхностей (металл, дерево, бетон, штукатурка).
Малярные работы выполняют после окончания всех строительно-монтажных работ, при которых возможно повреждение малярной отделки. До начала малярных работ производят остекление, монтаж и испытания отопительной, водопроводной и канализационной систем. Малярную отделку внутри помещения выполняют при температуре не ниже 10С° и влажности до 70 %.Подлежащие отделке конструкции должны иметь влажность до 6 %. Окрасочные составы представляют собой однородную массу без комков и по цвету соответствующую эталонам колерной книжки. Перед использованием составы тщательно перемешивают. Окраску производят механическим способом с помощью краскопультов, а в труднодоступных местах используют валики и кисти. Если окрашивают несколько слоев, то нанесение последующего слоя производят после высыхания предыдущего. Для перемешивания красок используется малярная станция.

## Основные инструменты
Инструментом маляра для проведения малярных работ является кисть. Кисти могут отличаться как по форме, так и по размеру. Они могут быть выполнены в виде плоского или круглого пучка из жёсткого волоса или щетины, из синтетического волокна или растительных волокон . Среди кистей из волоса встречаются смешанные кисти — из конского волоса и щетины одновременно. Что касается кисти из конского волоса, то она тратит намного меньше краски. Единственным её недостатком является тот факт, что окрашивает поверхность она значительно грубее, нежели кисть, выполненная из щетины. Если есть желание, а также в наличии материал, то такого рода кисть можно изготовить самостоятельно.
Важно помнить, что перед началом малярных работ следует подготовить кисти. Для этого необходимо поработать ими на протяжении десяти — пятнадцати минут без какой-либо краски — на бетонной или кирпичной стене. Эти подготовительные работы необходимо выполнить для того, чтобы подравнялись или полностью стерлись отдельно торчащие волоски на кисти.
При нанесении лакокрасочных составов на большие по площади, а также ровные поверхности рекомендуется использовать малярный валик — это намного увеличит производительность работы, так как малярный валик, впитывая в себя больше краски, чем малярная кисть, покрывает гораздо большую площадь поверхности. В отличие от малярной кисти, смачивание которой выполняют обычно непосредственно в банке с малярным составом, малярный валик смачивают в специальном малярном лотке, имеющем наклонные стенки и сито для удаления излишков малярного состава.
Для ускорения работ и для подготовки идеальной поверхности по стандартам Q1–Q4 используют малярную лампу, аппараты для нанесения шпаклёвки, безвоздушные окрасочные аппараты, шлифовальные машинки типа «жираф».
Стандарты подготовки поверхности:
- Q1 (К1) — поверхность, выровненная под укладывание плитки;
- Q2 (К2) — поверхность подготовлена под стеклообои, структурные и жидкие обои, под плотные виниловые обои;
- Q3 (К3) — поверхность под матовую краску или тонкие обои;
- Q4 (К4) — поверхность под полуматовую краску или тонкое декоративное покрытие.

Малярная лампа позволяет контролировать качество и гладкость поверхности и устранять изъяны в моменте, а безвоздушное нанесение материала повышает эксплуатационные и эстетические качества. 